# Diócesis de Bethlehem
La diócesis de Bethlehem (en latín: Dioecesis Bethlehemen(sis) y en inglés: Roman Catholic Diocese of Bethlehem in South Africa) es una circunscripción eclesiástica latina de la Iglesia católica en Sudáfrica, sufragánea de la arquidiócesis de Bloemfontein. La diócesis tiene al obispo Jan de Groef, M.Afr. como su ordinario desde el 31 de diciembre de 2008. 

## Territorio y organización
La diócesis tiene 34 965 km² y extiende su jurisdicción sobre los fieles católicos de rito latino residentes en la provincia del Estado Libre en las siguientes unidades administrativas: Bethlehem, Clocolan, Ficksburg, Fouriesburg, Frankfort, Harrismith, Lindley, Reitz, Senekal, Vrede, Phuthaditjhaba (Qwaqwa) y parte de Ladybrand.
La sede de la diócesis se encuentra en la ciudad de Bethlehem, en donde se halla la Catedral del Inmaculado Corazón de María.
En 2018 en la diócesis existían 13 parroquias.

## Historia
El vicariato apostólico de Bethlehem fue erigido el 12 de febrero de 1948 con la bula In christianum del papa Pío XII, obteniendo el territorio del vicariato apostólico de Kroonstad (hoy diócesis de Kroonstad).
El 11 de enero de 1951 el vicariato apostólico fue elevado a diócesis con la bula Suprema Nobis del papa Pío XII.
El 13 de mayo de 1974, con la carta apostólica Beata Maria Virgo Deipara, el papa Pablo VI confirmó a la Santísima Virgen María, venerada con el título de Inmaculado Corazón, patrona principal de la diócesis.

## Estadísticas
De acuerdo al Anuario Pontificio 2019 la diócesis tenía a fines de 2018 un total de 80 880 fieles bautizados.
| Año                                                                             | Población            | Población | Población      | Sacerdotes | Sacerdotes    | Sacerdotes    | Bautizados por sacerdote | Diáconos permanentes | Religiosos | Religiosos | Parroquias |
| Año                                                                             | Bautizados católicos | Total     | % de católicos | Total      | Clero secular | Clero regular | Bautizados por sacerdote | Diáconos permanentes | Varones    | Mujeres    | Parroquias |
| ------------------------------------------------------------------------------- | -------------------- | --------- | -------------- | ---------- | ------------- | ------------- | ------------------------ | -------------------- | ---------- | ---------- | ---------- |
| 1950                                                                            | 10 141               | 260 000   | 3.9            | 235        | 3             | 232           | 43                       |                      |            |            | 2          |
| 1957                                                                            | 15 773               | 347 000   | 4.5            | 27         |               | 27            | 584                      |                      | 30         | 30         | 5          |
| 1970                                                                            | 33 860               | 430 800   | 7.9            | 28         |               | 28            | 1209                     |                      | 33         | 35         |            |
| 1980                                                                            | 62 712               | 491 000   | 12.8           | 20         | 1             | 19            | 3135                     |                      | 22         | 31         | 13         |
| 1990                                                                            | 59 775               | 617 000   | 9.7            | 23         | 6             | 17            | 2598                     | 4                    | 21         | 49         | 25         |
| 1999                                                                            | 67 858               | 780 000   | 8.7            | 25         | 7             | 18            | 2714                     | 5                    | 18         | 76         | 36         |
| 2000                                                                            | 77 254               | 790 000   | 9.8            | 22         | 7             | 15            | 3511                     | 5                    | 15         | 68         | 12         |
| 2001                                                                            | 71 303               | 843 000   | 8.5            | 26         | 10            | 16            | 2742                     | 5                    | 16         | 75         | 14         |
| 2002                                                                            | 71 912               | 895 792   | 8.0            | 24         | 12            | 12            | 2996                     | 5                    | 12         | 65         | 14         |
| 2003                                                                            | 73 371               | 915 650   | 8.0            | 26         | 12            | 14            | 2821                     | 5                    | 14         | 72         | 14         |
| 2004                                                                            | 75 566               | 935 912   | 8.1            | 24         | 13            | 11            | 3148                     | 5                    | 11         | 65         | 14         |
| 2006                                                                            | 77 600               | 946 000   | 8.2            | 24         | 16            | 8             | 3233                     | 5                    | 10         | 62         | 14         |
| 2012                                                                            | 77 000               | 1 003 000 | 7.7            | 28         | 19            | 9             | 2750                     | 5                    | 14         | 50         | 12         |
| 2015                                                                            | 79 800               | 1 039 000 | 7.7            | 21         | 17            | 4             | 3800                     | 4                    | 9          | 44         | 13         |
| 2018                                                                            | 80 880               | 1 051 340 | 7.7            | 21         | 17            | 4             | 3851                     | 1                    | 4          | 40         | 13         |
| Fuente: Catholic-Hierarchy, que a su vez toma los datos del Anuario Pontificio. |                      |           |                |            |               |               |                          |                      |            |            |            |

## Episcopologio
- Léon Klerlein, C.S.Sp. † (12 de febrero de 1948-22 de mayo de 1950 falleció)
- Peter Kelleter, C.S.Sp. † (12 de marzo de 1950-5 de julio de 1975 renunció)
- Hubert Bucher † (9 de diciembre de 1976-31 de diciembre de 2008 retirado)
- Jan de Groef, M.Afr., desde el 31 de diciembre de 2008